# São Pedro (Gouveia)
São Pedro is een plaats (freguesia) in de Portugese gemeente Gouveia en telt 2 314 inwoners (2001).